# Mandume ya Ndemufayo
Mandume ya Ndemufayo (Embulunganga, Reino Cuanhama, 1894 — Oihole, Reino Cuanhama, 6 de Fevereiro de 1917) foi o 17º e último monarca do Reino Cuanhama ainda independente. Foi também, para todos os efeitos, o líder militar e político da Confederação dos Reinos Ovambos durante as batalhas do Sudoeste Africano, na Primeira Guerra Mundial.

## Biografia

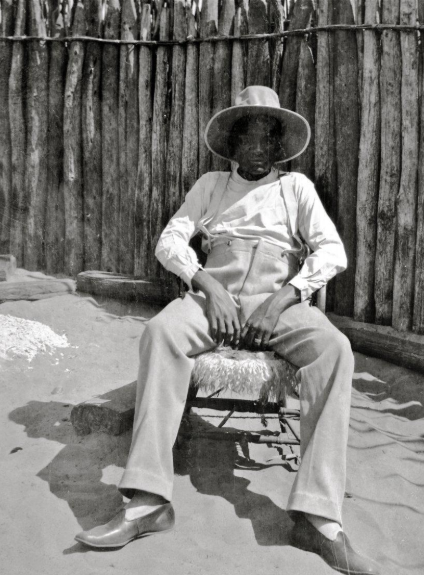
Rei Mandume ya Ndemufayo, provavelmente em Oihole (antes de 1916).

### Primeiros anos e educação
Mandume ya Ndemufayo nasceu em 1884 nas terras do Reino Cuanhama, um estado nacional dos povos cuanhamas, do grupo etnolinguístico dos ovambos, do sul de Angola e norte da Namíbia.
Filho de Ndemufayo ya Haihambo e de Ndapona ya Shikende, irmã dos reis Ueyulu ya Hedimbi (1884-1904) e Nande ya Hedimbi (1904–1911), era, sob o sistema matrilinear do povo cuanhama, o terceiro na linha de sucessão ao trono do Reino Cuanhama. Por essa razão viveu com medo de ser assassinado desde muito jovem.
Mandume ya Ndemufayo foi escolarizado por missionários protestantes alemães, naquilo que na altura era o Sudoeste Africano Alemão, a Namíbia de hoje, território ao qual ficou integrado boa parte do Reino Cuanhama e da sua população. Poliglota, falava alemão, português, inglês e cuanhama.

Chegou ao poder em 1911 e seu reinado durou até 1917, coincidindo portanto com o período em que os poderes coloniais português, alemão, sul-africano e britânico se concentraram na ocupação efectiva, pela força, dos territórios de Angola e da Namíbia, conforme exigido pelo "Princípio da Ocupação Efectiva" da Conferência de Berlim..

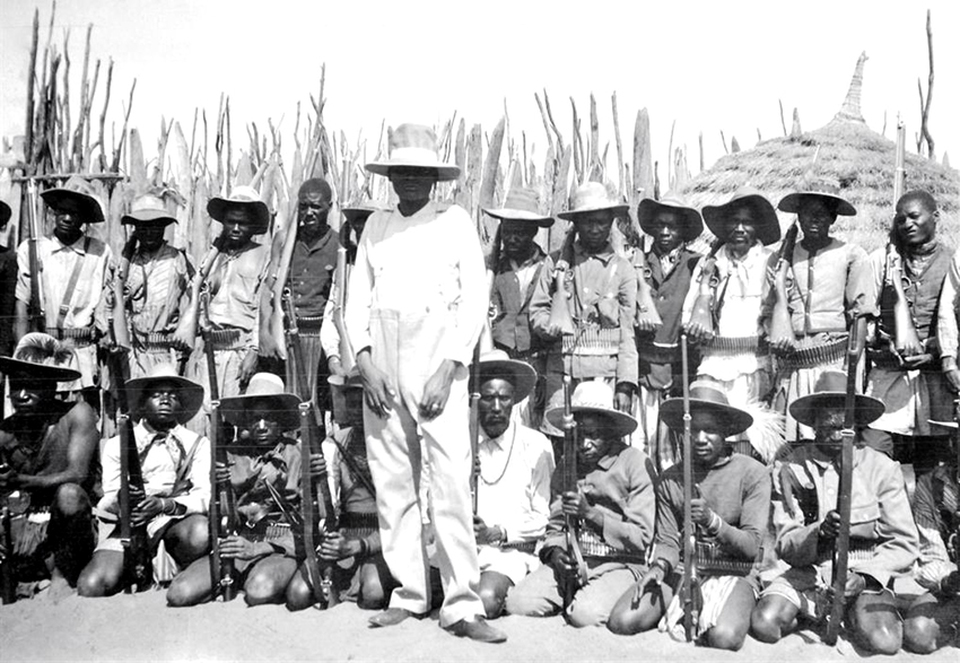
Mandume ya Ndemufayo, Rei dos Cuanhamas, no seu ehumbo com os seus soldados, provavelmente em Oihole (antes de 1916).

Mandume ya Ndemufayo impôs aos europeus uma resistência tenaz, enfrentando ao mesmo tempo o avanço dos ocupantes alemães, sul-africanos e britânicos que vinham do sul, e dos portugueses que vinham do norte, nos confrontos que ficaram conhecidos como Campanha de Cubango-Cunene, parte da Campanha do Sudoeste da África.
Conseguiu a façanha de reunir consigo a maioria dos Estados ovambos, formando a Confederação dos Reinos Ovambos, composta pelos reinos Cuanhama e Cuamato, apoiados pelo Reino Evale, pelo Reino Cuambi e tropas do Humbe. As tropas sob seu comando foram as maiores sob a supervisão de um único homem na Campanha do Sudoeste da África, chegando a 50 mil homens.
Em relação aos alemães, adotou uma posição dúbia, recebendo armamentos no início do conflito, e lutando por sua expulsão no final da campanha militar. Tentou associar-se aos britânicos, porém acabou por receber um ultimato conjunto da Grã-Bretanha e de Portugal, da qual respondeu com uma máxima que tornou-se célebre:
| “                      | Meu coração me diz que não fiz nada de errado. Se [o europeu] me ama, eu estou aqui, eles podem vir e podem me tirar daqui. Eu não vou disparar o primeiro tiro, mas eu sou um homem e não um [pequeno antílope]. Eu lutarei até que minha última bala termine. | ” |
| — Mandume ya Ndemufayo | |   |

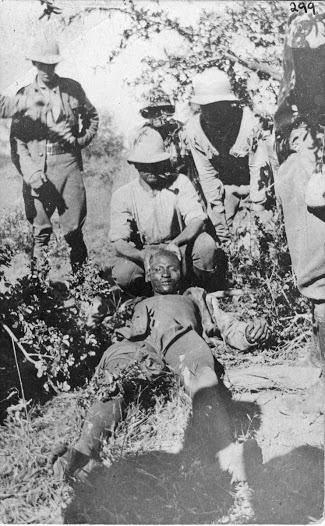
Soldados Sul Africanos junto ao corpo do Rei Mandume ya Ndemufayo, em 1917.

Face à superioridade militar tecnológica dos portugueses, acabou vencido na batalha de Môngua frente ao general Pereira d'Eça. Segundo a tradição oral ovambo, Mandume, ao notar que já não tinha outra saída, preferiu suicidar-se ao ter que se render. O relato oficial sul-africano afirma no entanto que ele foi morto a tiros por um destacamento das forças britânicas-sul-africanas.

## Homenagens
Em 2002 foi inaugurado o Complexo Memorial do Rei Mandume, no município de Namacunde, no sul de Angola, no local onde o rei residia pouco antes de sua morte e onde se encontra sepultado. Nas proximidades de Vinduque, foi erguida uma lápide simbólica para ele no Panteão dos Heróis, um local onde enterram-se figuras importantes para a história dos povos da Namíbia.
Em 2009, a universidade pública constituída no Lubango, a partir de faculdades anteriormente pertencentes à Universidade Agostinho Neto, recebeu o nome "Universidade Mandume ya Ndemufayo".
Em 2015, o rapper brasileiro Emicida lançou a faixa “Mandume" 
, incluída no álbum Sobre Crianças, Quadris, Pesadelos e Lições de Casa..., após uma viagem de 20 dias a África que passou por Madagascar, Cabo Verde e Angola.